# Yasin Çakmak
Yasin Çakmak (Rize, 6 gennaio 1985) è un ex calciatore turco, di ruolo difensore.

## Carriera

### Club
Ha giocato nella prima divisione turca (131 presenze totali in carriera); ha inoltre giocato 4 partite in Champions League, 2 partite nei turni preliminari di Champions League e 2 partite nei turni preliminari di Europa League.

### Nazionale
Ha partecipato ai Mondiali Under-20 del 2005.
Tra il 2006 ed il 2008 ha ricevuto diverse convocazioni in nazionale maggiore, con la quale ha anche giocato una partita.

## Palmarès

### Club

#### Competizioni nazionali
- Supercoppa di Turchia: 1

Fenerbahce: 2007